# Ядерний бункерний руйнівник

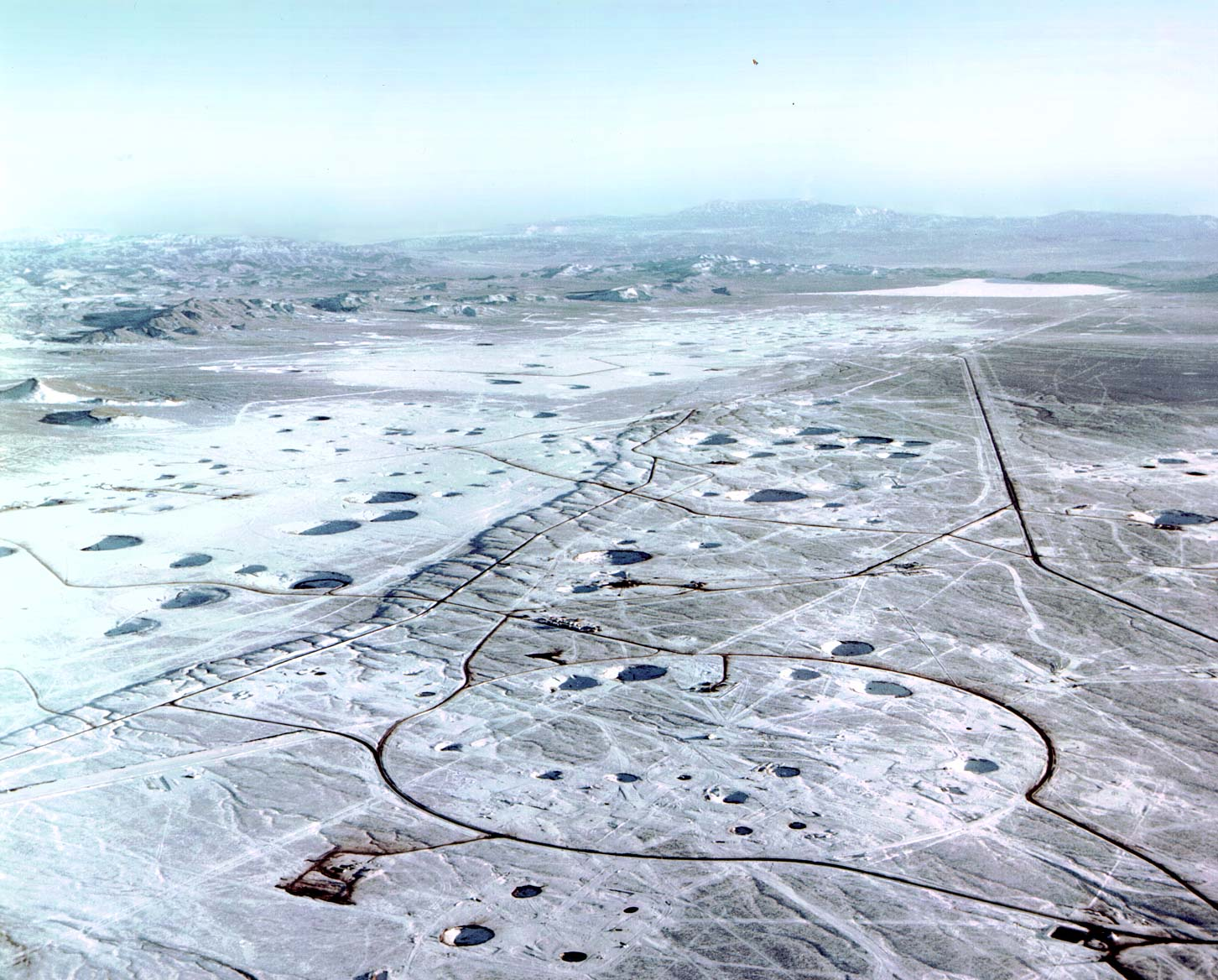
Просідання кратерів, що залишилися після підземних ядерних (випробувальних) вибухів на північній частині полігону Юкка-Флет, штат Невада

Ядерний бункерний руйнівник, також відомий як землепроникаюча зброя — є ядерним еквівалентом звичайного бункерного руйнівника. Неядерний компонент зброї призначений для проникнення в ґрунт, камінь або бетон для доставки ядерної боєголовки до підземної цілі. Ця зброя використовується для знищення загартованих підземних військових бункерів або інших підземних об'єктів. Підземний вибух вивільняє більшу частку своєї енергії в землю, ніж вибух на поверхні або повітряний вибух на поверхні або над нею, тому можна знищити підземну ціль, використовуючи меншу потужність вибухової речовини. Це, у свою чергу, може призвести до зменшення кількості радіоактивних опадів. Однак навряд чи вибух вдалося повністю локалізувати під землею. У результаті значна кількість гірських порід і ґрунту стане радіоактивною та підніметься у вигляді пилу або пари в атмосферу, утворюючи значні опади.

## Базовий принцип
У той час як звичайні бункери руйнівники використовують кілька методів для проникнення в бетонні конструкції, вони призначені для безпосереднього руйнування самої конструкції і, як правило, обмежені тим, скільки бункера (або системи бункерів) вони можуть знищити в глибині та відносно низькою вибуховою силою (порівняно з ядерною зброєю).
Основна відмінність між звичайними і ядерними бункерами полягає в тому, що в той час як звичайна версія призначена для однієї цілі, ядерна версія може знищити всю підземну систему бункерів.
Основні принципи сучасного дизайну бункерів здебільшого зосереджені на живучості в ядерній війні. У результаті цього як американські, так і радянські об’єкти досягли стану «суперзагартування», що включає захист від дії ядерної зброї, такий як встановлені на пружинах або противагах (у випадку Р-36) капсули управління та товсті бетонні стіни (0,91–1,22 м) для пускової капсули міжконтинентальної балистичної ракети Minuteman) сильно посилена арматурою. Ці системи були розроблені таким чином, щоб витримати майже 20 мегатонн.
Ракети на рідкому паливі, такі як ті, які історично використовувала Росія, більш крихкі й легко пошкоджуються, ніж ракети на твердому паливі, такі як ті, що використовуються Сполученими Штатами. Складні склади палива та обладнання, необхідні для заправки ракет для запуску та викачування палива для частого технічного обслуговування, додають додаткову слабкість і вразливість. Тому подібний ступінь «зміцнення» шахти не означає автоматично подібний рівень «живучості» ракети.

## Методи операції
Дизайн бетонних конструкцій не зазнала істотних змін за останні 70 років. Більшість захищених бетонних конструкцій в армії США базуються на стандартах, викладених у Основах захисного проектування, опублікованих у 1946 році (Інженерний корпус армії США). Різні доповнення, такі як скло, волокна та арматура, зробили бетон менш вразливим, але далеко не непроникним.
Коли вибухова сила достається до бетону, зазвичай утворюються три основні області руйнування: початковий кратер, подрібнений агрегат, що оточує кратер, і «струпи» на поверхні, протилежній кратеру. Утворення струпи, також відоме як відколювання, — це насильницьке відокремлення маси матеріалу від протилежної сторони пластини або плити, що піддається удару чи імпульсному навантаженню, без обов’язкового проходження самого бар’єру.

## Відомі ядерні бункерні руйнівники США
Зауважте, що за винятком суто наземної зброї, інші були розроблені з можливістю повітряного вибуху, а деякі також були глибинними бомбами.
- Ядерна бомба Mark 8 (1952-1957): проникаюча через землю
- W8 для SSM-N-8 Regulus (скасовано): проникаючий у землю
- Ядерна бомба Mark 11 (1956-1960): проникаюча через землю
- Mk 105 Hotpoint (1958-1965): розкладна доставка
- Ядерна бомба B28 (1958-1991): доставка з місця розташування та наземний вибух
- Ядерна бомба Маrk 39 (1958-1962 рр.) Доставка в положенні та наземний вибух
- Ядерна бомба B43 (1961-1990 рр.): стаціонарна доставка та наземний вибух
- Ядерна бомба B53 (1962-1997): поставка макета
- Ядерна бомба B57 (1963-1993): розкладна доставка
- Ядерна бомба B61 (з 1968 року по теперішній час): доставка з місця розташування та наземний вибух
  - Mod 11 (з 1997 року по теперішній час): проникнення в землю, доставка в положенні та наземний вибух
- W61 для MGM-134 Midgetman (скасовано): проникаючий у землю
- Ядерна бомба B77 (скасована): розкладна доставка
- Ядерна бомба B83 (з 1983 року по теперішній час): доставка з місця розташування та наземний вибух
- W86 для Pershing II (скасовано): проникаючий у землю
- Robust Nuclear Earth Penetrator (скасовано): проникає в землю

## Дивись також
- Ядерна стратегія
- Термобарична зброя
- Ядерна зброя